# Stephanopis rufiventris
Stephanopis rufiventris là một loài nhện trong họ Thomisidae.
Loài này thuộc chi Stephanopis. Stephanopis rufiventris được miêu tả năm 1871 bởi Bradley.